# 1415
Cette page concerne l'année 1415  du calendrier julien.
L'année 1415 est une année commune qui commence un mardi.

## Événements
- 21 août : les Portugais prennent Ceuta, mettant en place les fondations d'un Empire portugais en Afrique[1]. La prise de la ville coûte aux Portugais huit morts et une journée de débarquement. Ils mettent la main sur ses vingt-quatre boutiques pleines d’épices d’Orient, d’or du Soudan, de soieries et d’autres richesses. La mosquée est transformée en église, puis en cathédrale en 1420.
- Début des expéditions atlantiques du Portugal. Raid du capitaine de João de Trasto en direction des Canaries[2].
- L’empereur Yeshaq Ier d'Éthiopie est victorieux du sultan d’Ifat Sa'ad ad-Din II, prend le port de Zeilah et le tue. Les dix fils du sultan se réfugient en Arabie[3].

### Europe
- 23 mars : 
  - abdication du doge de Gênes Georges Adorno. Barnabé de Guano lui succède du 29 mars au 3 juillet[4].
  - l'empereur Sigismond confirme à la ville de Berne la souveraineté sur le district de l'Aar aux dépens de Frédéric IV d'Autriche[5]. Au printemps, la Ligue Éternelle Suisse fait la conquête de l'Argovie appartenant aux Habsbourg en violation de la paix de 1412[6].
- 26 mars : troisième session du concile de Constance. Le concile annonce son intention de ne pas se séparer avant d’avoir restauré l’unité de l’Église et sa discipline[7].
- 29 mars : l'empereur byzantin Manuel II Paléologue débarque près de Corinthe. Le 8 avril, il restaure en 25 jours le mur de l'Hexamilion qui défend l'Isthme. Le coût de l'opération provoque la révolte des archontes du Péloponnèse[8].
- 6 avril : par son  décret Hæc sancta synodus, le concile de Constance arrête qu'il représente l’Église tout entière et que son pouvoir lui vient directement du Christ : tous donc, y compris le pape, lui doivent pleine obéissance[9].
- 30 avril : pour rembourser ses dettes, Sigismond Ier du Saint-Empire vend la marche de Brandebourg à Frédéric de Hohenzollern (prince-électeur en 1417)[10].
- 29 mai : le pape de Pise Jean XXIII est déposé par le concile de Constance[11].

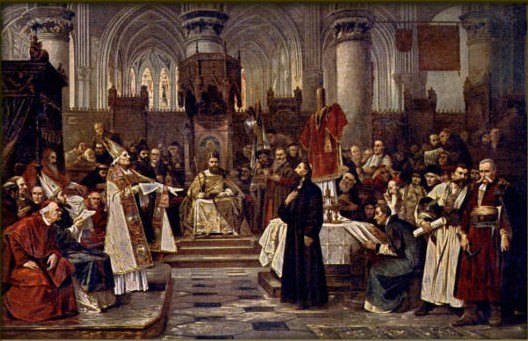
5 juin : Jan Hus comparait devant le concile de Constance

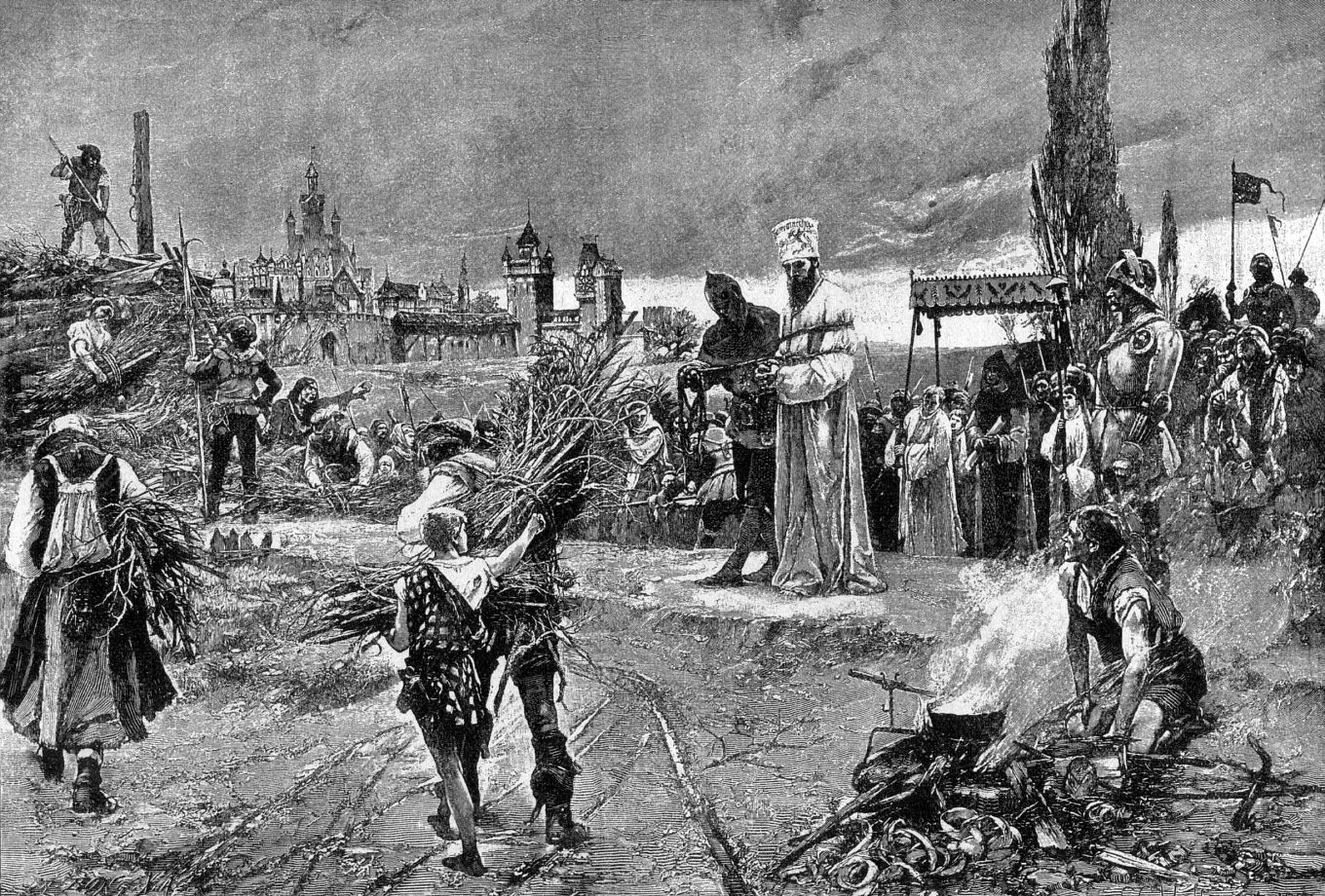
6 juillet : Jan Hus au bûcher.

- 5 juin : Jan Hus, abandonné par le roi Sigismond, est jugé et condamné à mort comme hérétique, dégradé, puis brûlé (6 juillet). Son disciple Jérôme est sommé de comparaître devant le concile (17 avril) et amené à Constance chargé de chaînes (23 mai). Il sera brûlé le 30 mai 1416[12].
- 7 juin : éclipse totale de soleil visible en Europe ;  elle est visible à Montpellier[13], à Arles[14], en Suisse, en Bohême, et à Moscou.
- 12 juin : mariage de Marie de Castille et d'Alphonse V d'Aragon[15].
- Juin[16] : Vitovt de Lituanie intervient pour faire élire à la chaire de Kiev le Bulgare Grégoire Tsamblak. Photius, métropolite de Moscou, proteste. Grégoire, sacré le 15 novembre à Novgorodok, est excommunié par Constantinople.
- 3 juillet : nouvelle révolution à Gênes orchestrée par les Adorno et les Fregoso[17]. Thomas de Campo Fregoso est élu doge le lendemain (fin en 1421).
- 4 juillet : démission de Grégoire XII, pape à Rome[18]. Elle permet au concile de Constance de résoudre le Grand Schisme d'Occident par l’élection de Martin V le 11 novembre 1417 après la déposition des deux autres papes (Pise et Avignon).
  - L’antipape d’Avignon Benoît XIII (Pedro de Luna), en fuite après avoir rencontré Sigismond à Perpignan en juillet se réfugie chez lui dans la citadelle de Peñiscola (Espagne). Il est définitivement déposé par le concile de Constance le 26 juillet 1417[18].
- 15 juillet : Manuel II Paléologue est victorieux des archontes grecs révoltés. Il s’impose en Morée où il soumet à son autorité le prince latin Centurione Zaccaria et les magnats grecs indisciplinés. Reprise par ses fils, les despotes de Mistra Théodore II et Constantin Dragasès, la conquête de la Morée est achevée en 1430, à l’exception de Coron, Modon, Argos et Nauplie toujours tenues par Venise[8].
- 31 juillet : le complot de Southampton pour installer le comte de la Marche Edmond Mortimer sur le trône d'Angleterre est éventé. Richard de Conisburgh, comte de Cambridge, Henry Scrope, et Thomas Grey sont exécutés pour trahison le 5 août[19].
- 10 août : Jeanne II de Naples épouse Jacques II de Bourbon qui devient roi-consort de Naples[20]. Le 8 septembre, il fait arrêter Pandolfello Alopo, favori de la reine, qui est exécuté le 10 octobre. Jeanne est séquestré par son époux (fin en 1416)[21].
- 13 - 14 août : débarquement anglais à Chef-de-Caux[22], 1 400 navires, de l'artillerie et un total de 30 000 hommes. Henri V d'Angleterre assiège Harfleur.
- 2 septembre : les Hussites de Bohême se soulèvent à la fois contre la papauté et contre l’empire : 452 barons et chevaliers adressent une protestation au concile de Constance[23]. À Prague, les disciples de Jan Hus tiennent la plupart des églises où ils appliquent la discipline de leur maître, en particulier la communion sous les deux espèces. Ils s’appuient sur la petite noblesse qui convoite les terres des riches monastères et sur le peuple mobilisé par des sermons violents. Un centre se constitue au sud-est de Prague qui prend le nom biblique de Tábor et sera leur refuge.
- 22 septembre : Capitulation d'Harfleur[24].
- 25 octobre : l'armée française de Charles VI composée de 50 000 hommes est écrasée par les 15 000 hommes d'Henri V d'Angleterre à la bataille d'Azincourt[24]. Les pertes s'élèvent à près de 10 000 hommes  contre 1 600 du côté anglais, montrant la supériorité de la stratégie anglaise basée sur l'utilisation des archers contre la lourde cavalerie des chevaliers français. À la suite de la bataille, Charles d'Orléans échappe à l'égorgement, contrairement à ses compagnons d'armes, devient prisonnier du roi d'Angleterre - il le restera 25 ans - et commence son œuvre poétique. Jean II Boucicaut, maréchal de France, est également fait prisonnier.
  - Henri V occupe la Normandie (fin en 1449).
- 13 décembre : l'empereur Sigismond et les ambassadeurs de Castille, de Navarre, d'Aragon, des comtes de Foix et d'Armagnac qui signent la capitulation de Narbonne par laquelle ils renoncent obédience au pape Benoît XIII[25].
- 18 décembre : Mort du dauphin Louis [26].
- 30 décembre : Bernard d'Armagnac est nommé connétable de France et fait régner la terreur dans Paris (fin en 1418)[27].

- Les Turcs dévastent la région de Kočevje et de Ribnica en Slovénie. Ils menacent Ljubljana[28].
- Les Juifs de Murviedro, dans le royaume de Valence, obtiennent du roi Alphonse V d'Aragon l’abrogation de toutes les mesures d’interdiction. Ils ne seront pas astreints au port de la rouelle, pourront circuler librement le dimanche, n’écouteront les frères prêcheurs que si ceux-ci viennent parler dans leurs synagogues[29].
- Disette en Flandre (1415-1417)[30].